# Janusz Ostrowski (lekarz)
Janusz Zbigniew Ostrowski (ur. 24 maja 1954 we Włocławku) – polski lekarz, specjalista w zakresie chorób wewnętrznych, nefrologii i zdrowia publicznego, nauczyciel akademicki, doktor habilitowany nauk o zdrowiu, profesor Centrum Medycznego Kształcenia Podyplomowego.

## Życiorys
W 1979 ukończył studia w Pomorskiej Akademii Medycznej w Szczecinie. Specjalista w zakresie chorób wewnętrznych (II stopień w 1986) i nefrologii (II stopień w 1991) oraz zdrowia publicznego (2023).
Stopień doktora nauk medycznych uzyskał w 2004 w Gdańskim Uniwersytecie Medycznym na podstawie rozprawy pt. Współzależność pomiędzy spostrzeganiem siebie, a jakością życia u pacjentów leczonych przy pomocy dializ. W 2015 w Collegium Medicum Uniwersytetu Mikołaja Kopernika na podstawie oceny osiągnięć naukowych, dydaktycznych i organizacyjnych oraz monografii pt. Początki dializoterapii w Polsce i Dzieje dializy otrzewnej w Polsce uzyskał stopień naukowy doktora habilitowanego. Od 2019 profesor Centrum Medycznego Kształcenia Podyplomowego.
Od 1979 zawodowo związany ze szpitalem Wojewódzkim we Włocławku, początkowo jako asystent, następnie zastępca ordynatora, kierownik Ośrodka Dializy Pozaustrojowej tego szpitala, od 1994 jako ordynator Oddziału Nefrologii i Dializoterapii, a od 2005 III Oddziału Chorób wewnętrznych i Nefrologii. Od 2005 dyrektor medyczny stacji dializ Gambro, a następnie Diaverum. Od 2011 dyrektor ds. dializy otrzewnej Diaverum Polska. Od 2017 związany ze Szkołą Zdrowia Publicznego Centrum Medycznego Kształcenia Podyplomowego, w której jest Dyrektorem Szkoły Zdrowia Publicznego CMKP - Dziekanem (wcześniej w latach 2018–2024 prodziekanem) oraz kierownikiem Zakładu Historii Medycyny.
Członek polskich i międzynarodowych towarzystw naukowych, w tym m.in.: od 1982 członek Oddziału Włocławskiego Towarzystwa Internistów Polskich, w tym w latach 1992–2001 przewodniczący tego oddziału; od 1985 członek Polskiego Towarzystwa Nefrologicznego, w tym w latach 2007–2010 przewodniczący Oddziału Gdańsko-Pomorskiego oraz od 2008 Sekretarz Sekcji Historycznej tego towarzystwa, a w 2024 nadano mu tytuł Członka Honorowego; członek European Renal Association – European Dialysis and Transplant Association; członek International Society for Peritoneal Dialysis; członek International Association for the History of Nephrology, w tym od 2013 członek zarządu, a od 2017 do 2019 prezydent tego towarzystwa. Aktywny członek samorządu lekarskiego, w tym w latach 1992–1994 wiceprzewodniczący Kujawsko-Pomorskiej Okręgowej Izby Lekarskiej w Toruniu.
Autor lub współautor ponad 200 publikacji oraz monografii i podręczników z zakresu chorób wewnętrznych, nefrologii i historii medycyny. Organizator konferencji naukowych, w tym m.in.: 25 Włocławskich Konferencji Nefrologicznych, 25 Włocławskich Konferencji Ultrasonograficznych, a także prezydent 10 Kongresu International Association for the History of Nephrology w Wieńcu-Zdroju w 2017.

## Odznaczenia
- Medal Komisji Edukacji Narodowej (2024)
- Odznaka Honorowa „Za Zasługi dla Ochrony Zdrowia” (2024)
- Złoty Krzyż Zasługi (2020)[7]
- Srebrny Krzyż Zasługi (2003)
- Brązowy Krzyż Zasługi (1989)
- Brązowa Odznaka Polskiego Związku Chórów i Orkiestr (1982)
- Medal Honorowy Towarzystwa Internistów Polskich (1994)
- Medal 100-lecia Towarzystwa Internistów Polskich (2006)
- Medal „Zasłużony dla ultrasonografii polskiej” nadany przez Polskie Towarzystwo Ultrasonograficzne (2009)
- Odznaczenie i tytuł „Pro Gloria Medici” nadany przez Okręgową Radę Lekarską Kujawsko-Pomorskiej Okręgowej Izby Lekarskiej w Toruniu (2012)